# Amt Gnoien
Het Amt Goien is een samenwerkingsverband van 7 gemeenten. Het  ligt in het  Landkreis Rostock in de Duitse deelstaat Mecklenburg-Voor-Pommeren. Het Amt telt 5.810 inwoners. Het bestuurscentrum bevindt zich in de stad Gnoien. Amt Gnoien ontstond in 1992 toen de stad Gnoien samen met oorspronkelijk 8 omliggende gemeenten de handen ineen sloten. Sindsdien zijn de vroegere gemeenten Kleverhof en Groß Nieköhr opgegaan in buurgemeenten.

## Gemeenten
Het Amt bestaat uit de volgende gemeenten:
1. Altkalen (785)
2. Behren-Lübchin (906)
3. Boddin ( x)
4. Finkenthal (318)
5. Gnoien, stad * (2.898)
6. Lühburg ( x)
7. Walkendorf (903)